# Melanocichla
Melanocichla és un gènere d'ocells de la família dels timàlids (Timaliidae) i l'ordre dels passeriformes. Habiten l'Índia i Sri Lanka.

## Taxonomia
Aquest gènere es compon de dues espècies que abans estaven assignades a Garrulax dins la família dels leiotríquids (Leiothrichidae), però estudis moleculars revelen que en realitat pertanyen als timàlids (Timaliidae).

Segons la classificació del Congrés Ornitològic Internacional (versió 11.1, 2021) aquest gènere està format per dues espècies:
- Melanocichla lugubris - xerraire negre.
- Melanocichla calva - xerraire calb.